# ماريا بارانكو
ماريا دي لوس ريميديوس بارانكو غارسيا معروفة بإسم ماريا بارانكو (بالإسبانية: María Barranco) هي ممثلة إسبانية، ولدت في 11 يونيو 1961 في مالقة في إسبانيا.

## روابط خارجية
- María Barranco على موقع IMDb (الإنجليزية)
- María Barranco على موقع ألو سيني (الفرنسية)
- María Barranco على موقع أول موفي (الإنجليزية)
- María Barranco على موقع قاعدة بيانات الأفلام السويدية (السويدية)
- María Barranco على موقع قاعدة بيانات الفيلم (الإنجليزية)
- María Barranco على موقع كينوبويسك (الروسية)

لا توجد روابط لمواقع التواصل الاجتماعي.